# Crista Flanagan
Crista Flanagan (* 24. Februar 1976 in Mount Vernon, Illinois) ist eine US-amerikanische Schauspielerin, die vor allem für ihre Arbeit in Sketchen der FOX-Comedysendung MADtv bekannt ist.

## Leben
Flanagan ist in Mount Vernon, Illinois geboren. Sie erhielt mehrere Preise von Universitäten aus Evansville oder anderen aus Kalifornien. An der University of California lernte sie im Theater dazu und begann dort ihre Schauspielkarriere. Sie spielte in Stücken, wie: Fool for Love (dt. Dummkopf der Liebe), The Time of our Life (dt. Die Zeit deines Lebens) oder The Marriage of Figaro and Oklahoma! (dt. Die Ehe von Figaro und Oklahoma!). Bald erlangte Flanagan größere Bekanntheit durch Auftritte in Emergency Room – Die Notaufnahme und anderen TV-Produktionen. Seit 2005 ist Flanagan offizielles Cast-Mitglied bei MADtv und verkörpert dort diverse Rollen. 2007 sah man sie das erste Mal im Kino in Fantastic Movie in der Rolle der Hermine Granger. Es folgten weitere Filme im Jahr 2008: Meine Frau, die Spartaner und ich und Disaster Movie, wo sie bei letzterem erstmals eine der größeren Hauptrollen spielte.
2005 trat Crista Flanagan als Performerin das erste Mal in MADtv auf. Sie wurde schließlich zum offiziellen Cast hinzugefügt und ist seitdem ein festes Mitglied bei MADtv, wo sie Promis imitiert.

## Filmografie
- 2003: Emergency Room – Die Notaufnahme (ER, Fernsehserie, eine Folge)
- 2003: Practice – Die Anwälte (The Practice, Fernsehserie, eine Folge)
- 2004: Outpost (Kurzvideo)
- 2005: Lass es, Larry! (Curb Your Enthusiasm, Fernsehserie, eine Folge)
- 2005–2009: MADtv (Fernsehserie, 82 Folgen)
- 2007: Fantastic Movie (Epic Movie)
- 2007–2009: Mad Men (Fernsehserie, neun Folgen)
- 2008: Meine Frau, die Spartaner und ich (Meet the Spartans)
- 2008: Other Plans (Kurzfilm)
- 2008: Disaster Movie
- 2009: The New Adventures of Old Christine (Fernsehserie, eine Folge)
- 2009–2010: Hank (Fernsehserie, drei Folgen)
- 2010: Brothers & Sisters (Fernsehserie, eine Folge)
- 2010: Beilight – Bis(s) zum Abendbrot (Vampires Suck)
- 2010: Big Time Rush (Fernsehserie, eine Folge)
- 2011: Cougar Town (Fernsehserie, eine Folge)
- 2011: Star Wars: The Old Republic (VS, Stimme)
- 2012: Beautiful People (Fernsehfilm)
- 2012: Date-A-Max (Fernsehserie, eine Folge)
- 2012: Buried Treasure (Kurzfilm)
- 2013: Happy and You Know It (Kurzfilm)
- 2013: Last Man Standing (Fernsehserie, eine Folge)
- 2013: 2 Broke Girls (Fernsehserie, eine Folge)
- 2013: Key and Peele (Fernsehserie, eine Folge)
- 2013: You’re Whole (Fernsehserie, eine Folge)
- 2013: Hello Ladies (Fernsehserie, drei Folgen)
- 2013: Hangover Girls – Best Night Ever (Best Night Ever)
- 2013: Garden Apartments (Fernsehfilm)
- 2013–2014: Trophy Wife (Fernsehserie, zwei Folgen)
- 2014: Mom (Fernsehserie, eine Folge)